# Chronicon Iriense
Chronicon Iriense es una breve crónica latina medieval redactada en la diócesis de Iria Flavia. Cubre el periodo entre los años 561 y 982. Se la suele encontrar en manuscritos medievales junto a la Historia Compostelana, aunque también en algunos manuscritos del siglo XII que no concuerdan con esta. Su propósito pudo haber sido completar los registros relativos a la diócesis de la Historia, pero algunos estudiosos  (Justo Pérez de Urbel y M. R. García Álvarez ) han situado su composición inmediatamente después de los hechos que registra, cerca del año 982, la deposición del obispo Pelayo Rodríguez.
El Chronicon comienza con el episcopado de Andrés, durante el Primer Concilio de Braga en 561, y continua hasta el de Pedro Martínez de Monsoncio. Menciona el descubrimiento de la tumba de Santiago durante el episcopado de Teodomiro, bajo el reinado de Alfonso II el Casto, pero no describe cómo se produjo el acontecimiento. Según el Chronicon, Teodomiro fue el primer obispo de la nueva sede de Santiago de Compostela, en los días de Carlomagno, a quien titula rex Franciae (rey de Francia). 

## Ediciones
- En Juan de Ferreras, ed. Historia de España, XVI (Madrid: 1727)
- En Enrique Flórez, ed. España Sagrada, XX (Madrid: 1765), 598–608.
- En M. R. García Álvarez, ed. "El Cronicón Iriense" (Madrid: 1963).